# Zwiebelborsdorfer
Der Zwiebelborsdorfer ist eine alte Sorte des Kulturapfels. Synonyme sind Oignon de Borsdorf, Zipollenapfel und Zwiebelapfel.

## Entstehung
Die Entstehung des Zwiebelborsdorfers ist unbekannt, er soll aus Holland oder Deutschland stammen. Bereits im 17. Jahrhundert soll sie in der Leipziger Gegend bekannt gewesen sein. Erstmals sicher beschrieben wurde sie 1778 von Hirschfeld.

## Wuchs
Der Baum bildet eine mittelgroße, flache Krone mit dünner Verzweigung. Im Alter stehen die Äste fast waagerecht ab.

## Frucht
Die Frucht ist klein bis mittelgroß und flachrund mit weit eingesenktem Kelch. Die Stielgrube ist strahlig berostet, der Stiel sehr kurz. Die Schale ist matt glänzend. Die Früchte sind druckempfindlich. Zur Reife sind die Früchte hellgelb und flächiger oder geflammter Rotfärbung auf der Sonnenseite. Das feinzellige Fruchtfleisch ist fest und hell gelblichweiß.
Der Geschmack ist vorwiegend weinsäuerlich mit variabler Süße; die Früchte haben wenig Saft und Würze.

### Ernte und Lagerung
Die Reifezeit ist Ende Oktober. Die Früchte sind zirka 5–6 Monate im kühlen Naturlager haltbar. Der Ertrag setzt mittelfrüh ein und ist ausgeprägt alternierend.

## Ansprüche
Der Zwiebelborsdorfer ist bezüglich Boden- und Klimaverhältnissen anspruchslos und gedeiht auch in höheren und rauen Lagen. In Sachsen wurde er für kalte Lagen und feuchte Böden empfohlen.

## Besondere Erwähnungen
Verwendung fand die Sorte hauptsächlich als Wirtschafts- und Mostapfel. 1886 wurde sie vom Deutschen Pomologenverein für das Dörren empfohlen.